# Louise Lecavalier

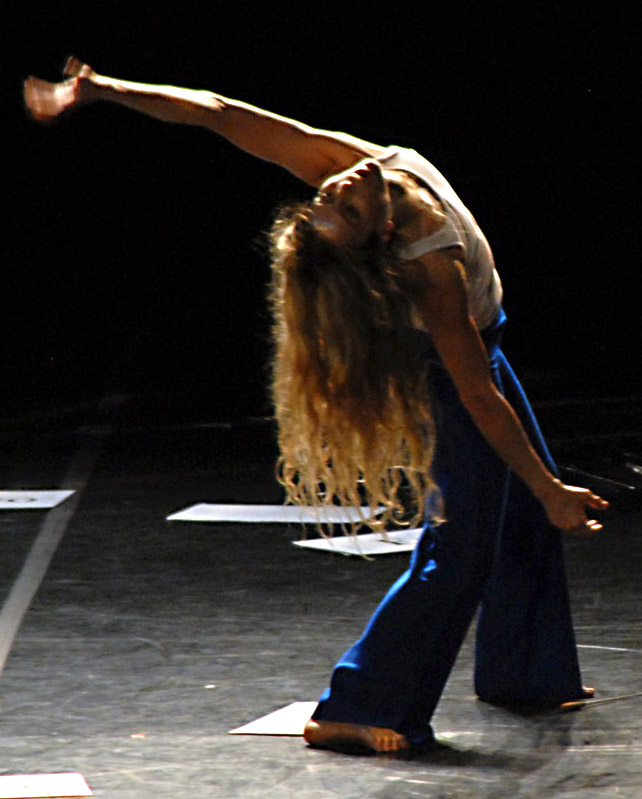
Louise Lecavalier 2009

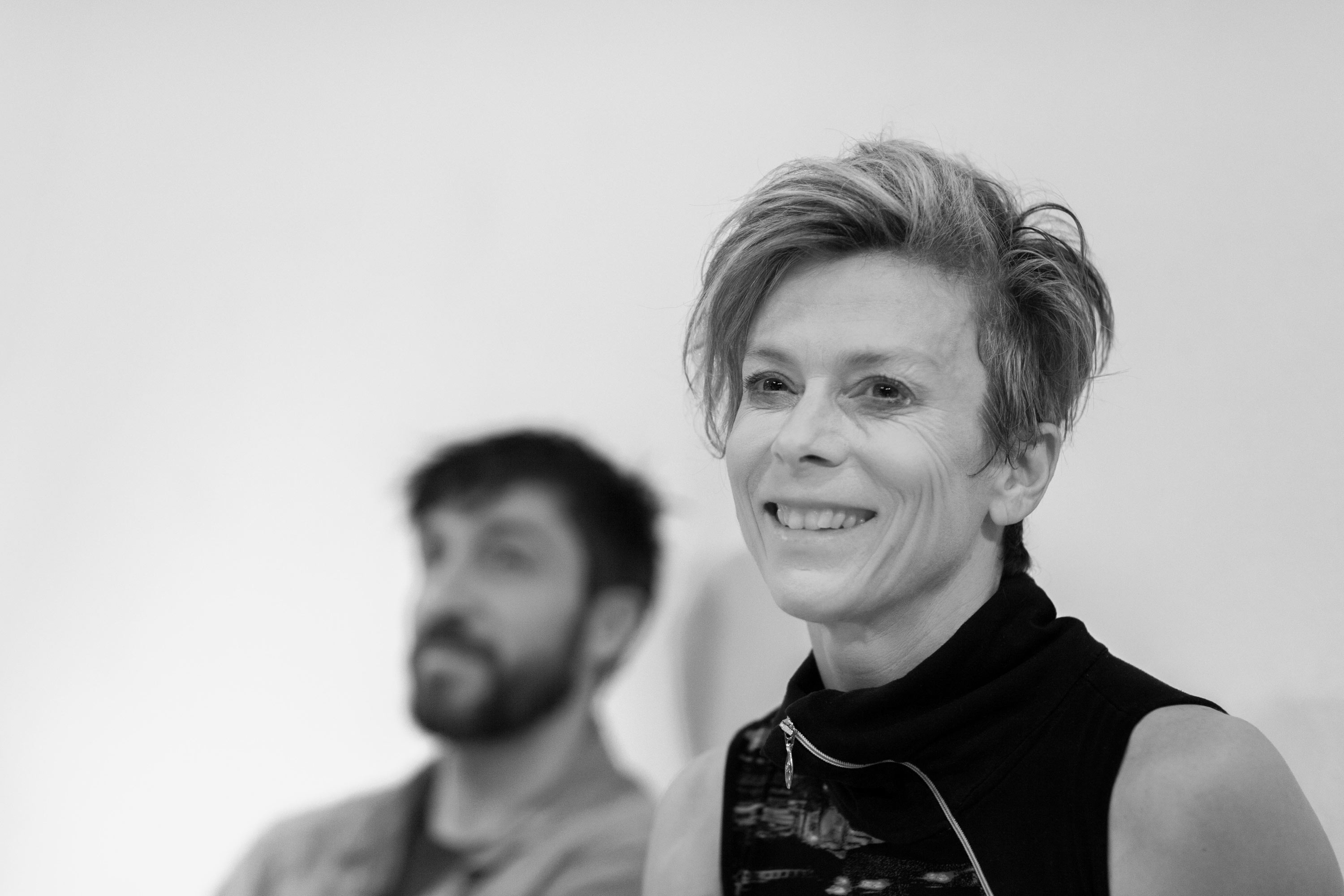
Louise Lecavalier (mit Frédéric Tavernini) 2012

Louise Lecavalier (* 3. Oktober 1958 in Montreal, Kanada) ist eine kanadische Tänzerin. Sie gilt als Ikone und Vorreiterin des zeitgenössischen Tanzes und erhielt die höchste Auszeichnung Kanadas (OC). International bekannt wurde Lecavalier in den 1980er Jahren mit dem Tanzensemble La La La Human Steps unter der Choreografie von Édouard Lock.

## Leben
Louise Lecavalier wuchs in der französischsprachigen kanadischen Provinz Québec, in Montreal, auf. Im Alter von 15 Jahren beschloss sie, Tänzerin zu werden, mit 18 schloss sie sich der Groupe Nouvelle Aire an. Dort lernte sie Édouard Lock kennen. Die New York Times erwähnt sie erstmals bei einem avantgardistischen Auftritt im Februar 1979.

### La La La Human Steps
1981 gründete Lock mit Lecavalier zusammen La La La Human Steps; sie wurde die Fronttänzerin der Gruppe und inspirierte Lock zu allen folgenden Werken. Lecavalier prägte den für seine akrobatischen Elemente und den Einsatz von Avantgarde-Rockmusik bekannten Stil der Gruppe. Ihre körperliche Kraft, die blonden Dreadlocks, die androgyne Ästhetik und die horizontale Pirouette (Barrel Jump, Fassrolle) wurden zum Signet des Ensembles. Bei der ersten Europatournee mit dem Stück Businessman in the Process of Becoming an Angel (1983) verriss der Tanzkritiker der Londoner Times den „extravaganten“ Auftritt als unverständlich, fand aber, dass zwei Tänzerinnen...
„...ziemlich begabt beim Durchführen verschiedener seltsamer Tanzschritte zu sein schienen; die Blonde [Louise Lecavalier] demonstrierte ein angenehmes Draufgängertum, wann immer ihr die Produktion dafür einen Hauch von Raum ließ.“
Mit den Inszenierungen Human Sex (1985), New Demons (1987) und Infante, c'est destroy (1991) tourte die Gruppe weltweit und feierte Erfolge unter anderem in Deutschland, Frankreich und Japan. Ihre Zusammenarbeit mit Lock und La La La endete mit den Stücken 2 (1995) und Salt (1998).
Eine Tanzkritikerin schrieb 1985 nach der Premiere von Human Sex in der New York Times:
„Louise Lecavalier ist besonders atemberaubend, wenn sie wie ein Projektil auf ihren Zielpartner in der Luft zurollt. [...] Und ihr Stil - Frau Lecavalier trägt ein Lustige-Witwen-Korselett, Strumpfhose, Joggingschuhe und einen Oberlippenbart - unterscheidet sich auch von allem anderen. Es hat etwas Anrührendes, einer jüngere Generation dabei zuzusehen, wie sie das Rad neu erfindet, wie naiv auch immer: Dieser Unterschied in der Herangehensweise definiert unsere Zeit“
1985 erhielt Louise Lecavalier als erste kanadische Künstlerin in New York den Bessie Award für ihren Tanz in Businessman in the Process of Becoming an Angel (1983). 1990 trat sie mit dem Popsänger David Bowie bei dessen Welttournee Sound+Vision auf und spielte in seinem Musikvideo Fame die weibliche Hauptrolle. 1991/1992 arbeitete sie in Berlin mit dem Musiker Frank Zappa und dem Ensemble Modern zusammen. 1996 trat sie in dem Film Inspirations von Michael Apted auf. Im Mai 1999 erhielt sie die höchste kanadische Auszeichnung für Tänzer, den Jean A. Chalmers National Award.

### Soloprojekte seit 1999
2003 tanzte sie mit Tedd Robinson in Lula and the Sailor, im Winter 2005 koproduzierte sie Cobalt Rouge mit dem National Arts Centre in Ottawa, der Biennale di Venezia und dem Théâtre de la Ville in Paris. Die Musik komponierte Yannick Rieu. Am 7. Dezember 2012 tanzte sie in Düsseldorf die Premiere von So Blue. Das Solostück ist Lecavaliers erste Arbeit als Choreografin. Ihre neueste Choreographie Battleground feierte ebenfalls in Düsseldorf am 13. Februar 2016 Premiere. Louise Lecavalier lehrt unregelmäßig Tanz an der New York University. Sie lebt mit ihren Kindern in Montreal.
2021 wurde ihr die Ehrenbürgerschaft der Stadt Montreal verliehen.

## Stücke (Auswahl)
- Oranges. (1981)
- Businessman in the Process of Becoming an Angel. (1983)
- Human Sex. (1985)
- New Demons. (1987)
- Infante, C'est destroy. (1991)
- 2. (1995)
- Salt. (1998)
- Lula and the Sailor
- Cobalt Rouge. (2005)
- So Blue. (2012)
- Battleground (2016)

## Filme und Videos
- The Mondo Beyondo Show. (1982) (TV)
- Carole Laures „Danse avant de tomber“ (1989)
- David Bowies „Fame '90“ Musikvideo (1990)
- The Yellow Shark. by Frank Zappa (1992) (TV)
- Velasquez's Little Museum. (1994)
- Pour tout dire. - Module 3 (1995)
- Pour tout dire. - Module 4 (1995)
- Strange Days. (1995) (als Cindy 'Vita' Minh)
- Inspirations. (1997) (als sie selbst)